# إزالة الغابات في إندونيسيا

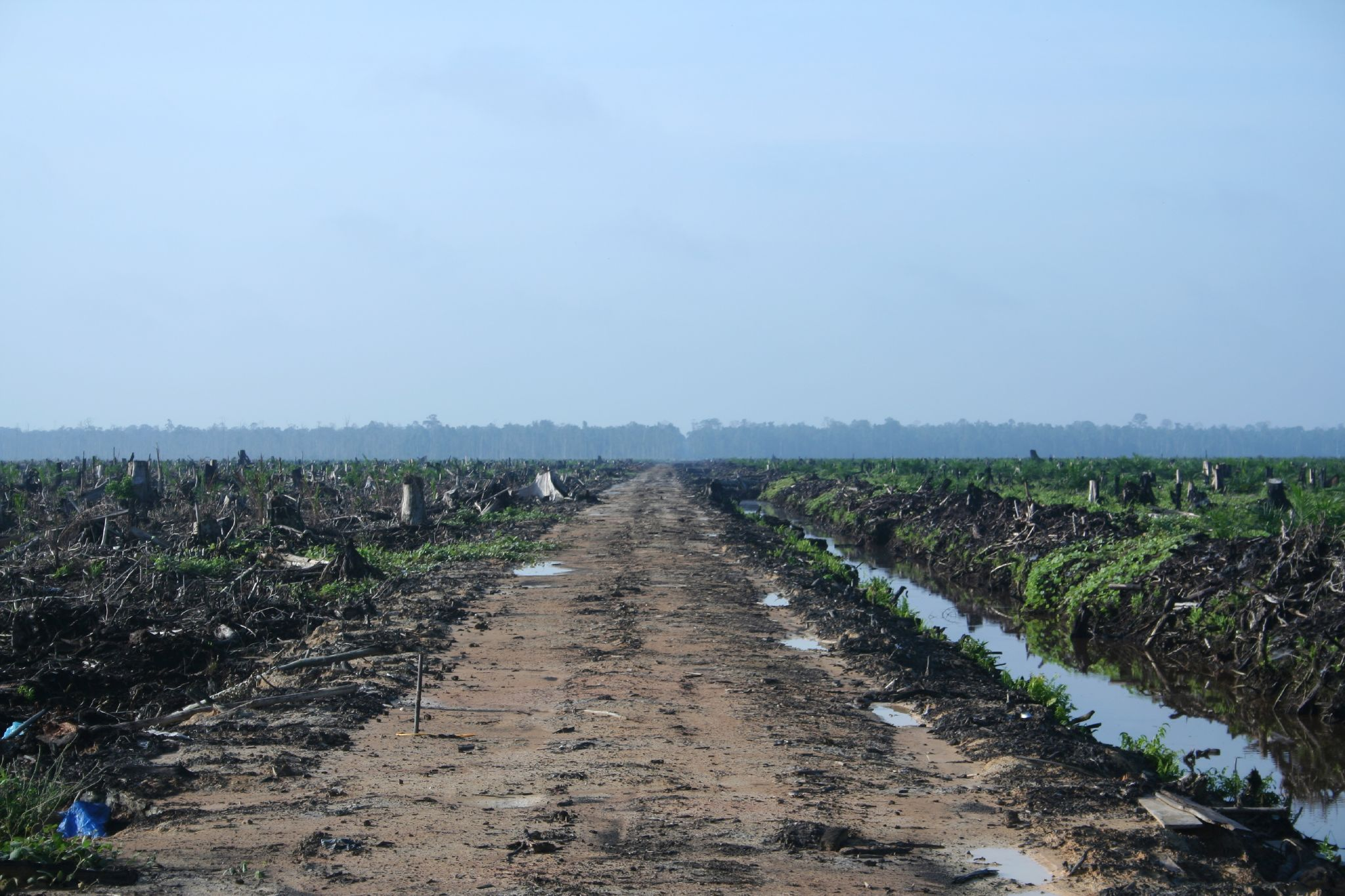
إزالة الغابات في مقاطعة رياو وسومطرة لإفساح المجال أمام زراعة زيت النخيل. مزرعة في عام 2007.

إزالة الغابات أو الزَّحْرَجة في إندونيسيا ينطوي على خسارة كبيرة للغابات وأوراق الشجر في معظم أنحاء البلاد، كان لهذ الإزالة آثار بيئية واجتماعية هائلة. تعد إندونيسيا موطنًا لبعض الغابات الأكثر تنوعًا بيولوجيًا في العالم وتحتل المرتبة الثالثة في عدد الأنواع خلف البرازيل وجمهورية الكونغو الديمقراطية.
حتى عام 1900 كانت إندونيسيا لا تزال دولة غابات كثيفة، تمثل الغابات 84 في المائة من إجمالي مساحة الأرض. تكثفت إزالة الغابات في سبعينيات القرن الماضي وتزايدت منذ ذلك الحين. انخفض الغطاء الحرجي المقدر بـ 170 مليون هكتار حوالي عام 1900 إلى أقل من 100 مليون هكتار بحلول نهاية القرن العشرين. في عام 2008 تم تقدير أن الغابات الاستوائية المطيرة في إندونيسيا سوف يتم إزالتها خلال عقد من الزمن. من إجمالي قطع الأشجار في إندونيسيا تم الإبلاغ عن أن ما يصل إلى 80٪ يتم تنفيذه بشكل غير قانوني.
تم تطهير مساحات شاسعة من الغابات في إندونيسيا من قبل شركات اللب متعددة الجنسيات الكبيرة، واستعيض عنها بالمزارع. غالبًا ما يتم حرق الغابات بواسطة المزارعين وأصحاب المزارع. مصدر رئيسي آخر لإزالة الغابات هو صناعة قطع الأشجار، مدفوعة بالطلب من الصين واليابان. نقلت برامج التنمية الزراعية والهجرة أعداداً كبيرة من السكان إلى مناطق الغابات المطيرة، مما زاد من معدلات إزالة الغابات.
قطع الأشجار وحرق الغابات لإخلاء الأرض للزراعة جعل إندونيسيا ثالث أكبر انبعاثات غازات الدفيئة في العالم، وراء الصين والولايات المتحدة. غالبًا ما تدمر حرائق الغابات أحواض الكربون عالية السعة، بما في ذلك الغابات المطيرة القديمة والأراضي الخثية. في مايو 2011 أعلنت إندونيسيا وقفا على عقود قطع الأشجار الجديدة للمساعدة في مكافحة هذه الإزالة. بدا أن هذا غير فعال على المدى القصير، حيث استمر معدل إزالة الغابات في الزيادة. بحلول عام 2012 تجاوزت إندونيسيا معدل إزالة الغابات في البرازيل، وأصبحت أسرع دولة لإزالة الغابات في العالم.

## التاريخ
يضم الأرخبيل الإندونيسي الذي يضم حوالي 17.000 جزيرة بعضًا من أكثر الغابات تنوعًا في العالم. في عام 1900 كانت الغابات الكلية تمثل 84 ٪ من إجمالي مساحة الأرض. بحلول عام 1950 كانت المزارع وأصحاب الحيازات الصغيرة من محاصيل الأشجار لا تزال تغطي مساحة صغيرة فقط. تقدر مساحة الغابات بحلول ذلك الوقت بـ 145 مليون هكتار من الغابات الأولية و14 مليون هكتار أخرى من الغابات الثانوية وغابة المد والجزر.
في أوائل سبعينيات القرن العشرين استخدمت إندونيسيا هذا المورد القيمة لصالحها الاقتصادي بتطوير صناعات معالجة الأخشاب في البلاد. من أواخر الثمانينات إلى عام 2000 زادت الطاقة الإنتاجية حوالي 700٪ في صناعات اللب والورق، مما جعل إندونيسيا تاسع أكبر منتج لللب في العالم والحادي عشر أكبر منتج للورق.
يستمر معدل إزالة الغابات في الزيادة. كشف تقرير حالة البيئة لعام 2009 الذي أصدره الرئيس سوسيلو بامبانج يودويونو أن عدد النقاط الساخنة للحرائق ارتفع إلى 32.416 في عام 2009 من 19.192 فقط في عام 2008. وألقت وزارة البيئة باللوم على الزيادة في ضعف إنفاذ القانون وعدم وجود رقابة من السلطات المحلية، مع وجود الأرض إزالة هو السبب الرئيسي للحرائق.
بين عام 1990 وعام 2000 فُقدت 20 ٪ من مساحة الغابات في إندونيسيا (24 مليون هكتار) وبحلول عام 2010 كان 52 ٪ فقط من إجمالي مساحة الأراضي الحرجية (94 مليون هكتار). على الرغم من الوقف الاختياري لعقود قطع الأشجار الجديدة المفروضة في عام 2010، استمر معدل إزالة الغابات في الزيادة إلى ما يقدر بنحو 840.000 هكتار في عام 2012 متجاوزًا إزالة الغابات في البرازيل.

## المناطق المتضررة

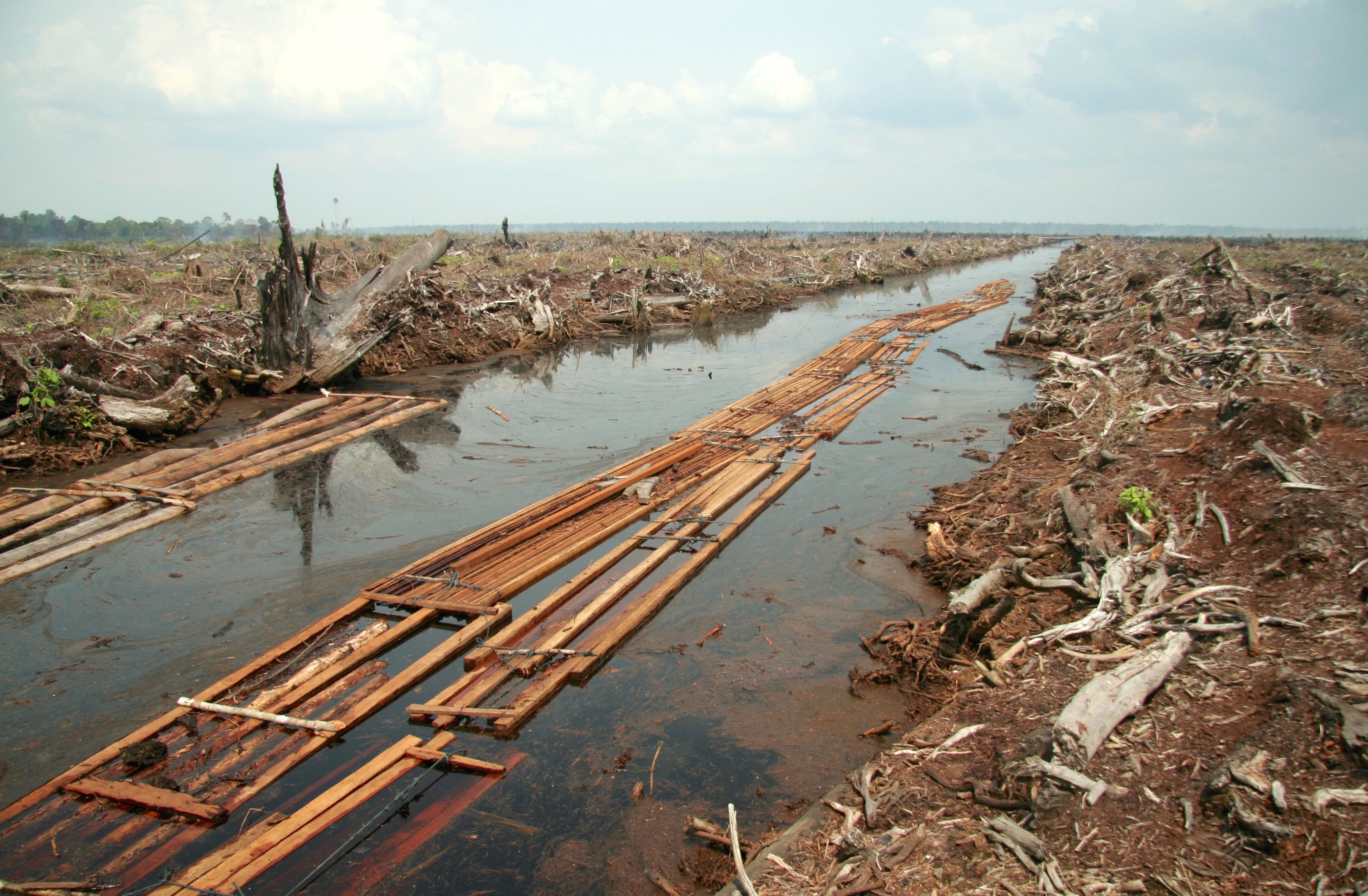
إزالة الغابات في رياو: التأثير البيئي لزراعة زيت النخيل على الغابات الاستوائية في إندونيسيا

الغابات الاستوائية في إندونيسيا المنخفضة وهي الأكثر ثراءً في موارد الأخشاب والتنوع البيولوجي، هي الأكثر تعرضًا للخطر. بحلول عام 2000 تم تطهيرها بالكامل تقريبًا في سولاوسي، وتوقع اختفائها في غضون سنوات قليلة في سومطرة وكليمنتان.
في سومطرة تم تدمير عشرات الآلاف من الكيلومترات المربعة من الغابات في كثير من الأحيان بموجب امتيازات الحكومة المركزية الممنوحة لشركات زيت النخيل لإزالة الغابة. في كليمنتان في الفترة من 1991–2014 تم حرق مساحات واسعة من الغابة بسبب حرائق لا يمكن السيطرة عليها تسبب تلوث الهواء في جميع أنحاء جنوب شرق آسيا.

## التسجيل
أشارت دراسة مشتركة بين المملكة المتحدة وإندونيسيا لصناعة الأخشاب في إندونيسيا في عام 1998 إلى أن حوالي 40 ٪ من الإنتاج غير قانوني، بقيمة تزيد على 365 مليون دولار. تشير أحدث التقديرات مقارنة الحصاد القانوني مقابل الاستهلاك المحلي المعروف بالإضافة إلى الصادرات إلى أن 88 ٪ من قطع الأشجار في البلاد غير قانوني بطريقة ما. ماليزيا هي بلد العبور الرئيسي للمنتجات الخشبية غير القانونية من إندونيسيا.

## جهود الحفظ
شملت الجهود المبذولة للحد من تغير المناخ العالمي تدابير تهدف إلى رصد تقدم إزالة الغابات في إندونيسيا وتحفيز الحكومات الوطنية والمحلية على وقفه. المصطلح العام لهذه الأنواع من البرامج هو تقليل الانبعاثات الناتجة عن إزالة الغابات وترديها. يجري تطبيق أنظمة جديدة لمراقبة إزالة الغابات في إندونيسيا. أحد هذه الأنظمة المعتمدة يعرض مركز مراقبة الغابات من أجل العمل التابع لمركز التنمية العالمية حاليًا بيانات محدثة شهريًا عن إزالة الغابات في جميع أنحاء إندونيسيا.
في 26 مايو 2010 وقعت إندونيسيا خطاب نوايا مع النرويج يقضي بوقف لمدة عامين على امتيازات قطع الأشجار الجديدة، كجزء من صفقة ستحصل إندونيسيا خلالها على ما يصل إلى مليار دولار أمريكي إذا التزمت بالتزامها. كان من المتوقع أن يفرض الاتفاق قيودًا على صناعة زيت النخيل في إندونيسيا ويؤخر أو يبطئ من خطط إنشاء عقار زراعي ضخم في مقاطعة بابوا. سيتم تخصيص الأموال في البداية لوضع اللمسات الأخيرة على إستراتيجية المناخ والغابات في إندونيسيا، وبناء القدرات وإضفاء الطابع المؤسسي عليها لرصد والإبلاغ والتحقق من انخفاض الانبعاثات ووضع سياسات تمكينية وإصلاحات مؤسسية. ستساعد النرويج إندونيسيا على إنشاء نظام للمساعدة في الحد من الفساد بحيث يمكن تنفيذ الصفقة. تم إعلان وقف تسجيل الأخشاب لمدة عامين في 20 مايو 2011. تم تمديد الوقف لمدة عامين آخرين في عام 2013.